# Alphonse Beni
Pour les articles homonymes, voir Beni.
Alphonse Beni, né en 1946 à Nkongsamba et mort le 12 mars 2023 à Yaoundé, est un acteur et réalisateur camerounais.

## Biographie

### Enfance, formation et débuts
Alphonse Beni naît en 1946 à Nkongsamba dans la région du Littoral au Cameroun.

### Carrière
Alphonse Beni réalise plusieurs films d'auteur au Cameroun. Il joue dans des comédies érotiques françaises et joue même le rôle d'un ninja dans les films Ninja de Godfrey Ho, Black Ninja. Il a été crédité comme Alfons Beny et Chris Kelly dans certains films.
En 2005, après douze ans d'absence, il sort le film La déchirure qui connait un grand succès.
En 2019, Alphonse Béni remporte le prix YES PAPA au Festico 2019 pour son œuvre et sa carrière, puis en 2021, l'Écran d'honneur au festival Écrans noirs. 
En janvier 2023, il officie en tant que président du jury courts-métrages à la 9e édition du festival Yarha à Yaoundé .
Alphonse Beni meurt le 12 mars 2023 à Yaoundé des suites de maladie,,,,.

## Filmographie

### En tant qu'acteur
- 1985 : Cameroon Connection
- 1985 : African Fever
- 1986  : Chasse à l'homme
- 1987  : Top Mission
- 1987 : Black Ninja
- 1991  : Power Force
- 2005  : La déchirure

### En tant que réalisateur
- 1975 : Les tringleuses
- 1976 : Les 69 positions
- 1979 : Dance My Love
- 1980 : Anna Makossa
- 1985 : Cameroon Connection
- 1985 : African Fever
- 2005 : La déchirure
- 2008 : La déchirure 2: Parfait amour
- 2008 : Red Bad Boys
- 2011 : Les veuves volontaires
- 2017 : Ils ont mangé mon fils

## Prix et distinctions
- 2019: Prix YES PAPA au Festico 2019

## Documentaires, Emissions sur Alphonse Beni
- Alphonse, beni sois-tu !, de Régis Autran (France, 2023, 52 min)